# Pacman Jones
Adam "Pacman" Jones (født 30. september 1983 i Atlanta, Georgia (USA) er en amerikansk fodboldspiller, og spiller i den bedste amerikanske fodboldliga NFL. Han spiller for Cincinnati Bengals, men har tidligere repræsenteret Tennessee Titans og Dallas Cowboys.

## Klubber
- 2005-2006: Tennessee Titans
- 2008: Dallas Cowboys
- 2010-: Cincinnati Bengals